# Pinaisāra-Wasserfall
Der Pinaisāra-Wasserfall (japanisch ピナイサーラの滝, Pinaisāra-no-taki) ist ein Wasserfall auf der Nordseite der Insel Iriomote-jima am Pinai-Fluss, welcher wiederum weiter nach Norden ins Ostchinesische Meer fließt. Er ist mit einer Fallhöhe von 55 m der höchste Wasserfall in der Präfektur Okinawa. Ein weiterer Wasserfall auf der Insel ist der Mariyudu-Wasserfall, einer der Top-100 Wasserfälle Japans. Beide Wasserfälle liegen innerhalb des Iriomote-Ishigaki-Nationalparks. Der höchste einstufige Wasserfall Japans ist mit 133 m Fallhöhe der Nachi-Wasserfall in der Präfektur Wakayama. Der Pinaisāra-Wasserfall kann über den Pinai-Fluss per Kanu erreicht werden. Der Wasserfall gilt auch als heiliger Ort.

## Name
Der Name des Wasserfalls setzt sich aus den beiden Wörtern „pinai“ (deutsch „Bart“) und „sāra“ (deutsch „unten“) zusammen.

## Galerie

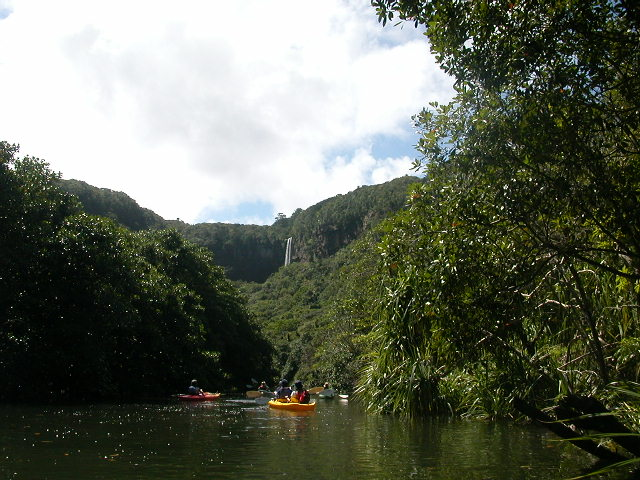
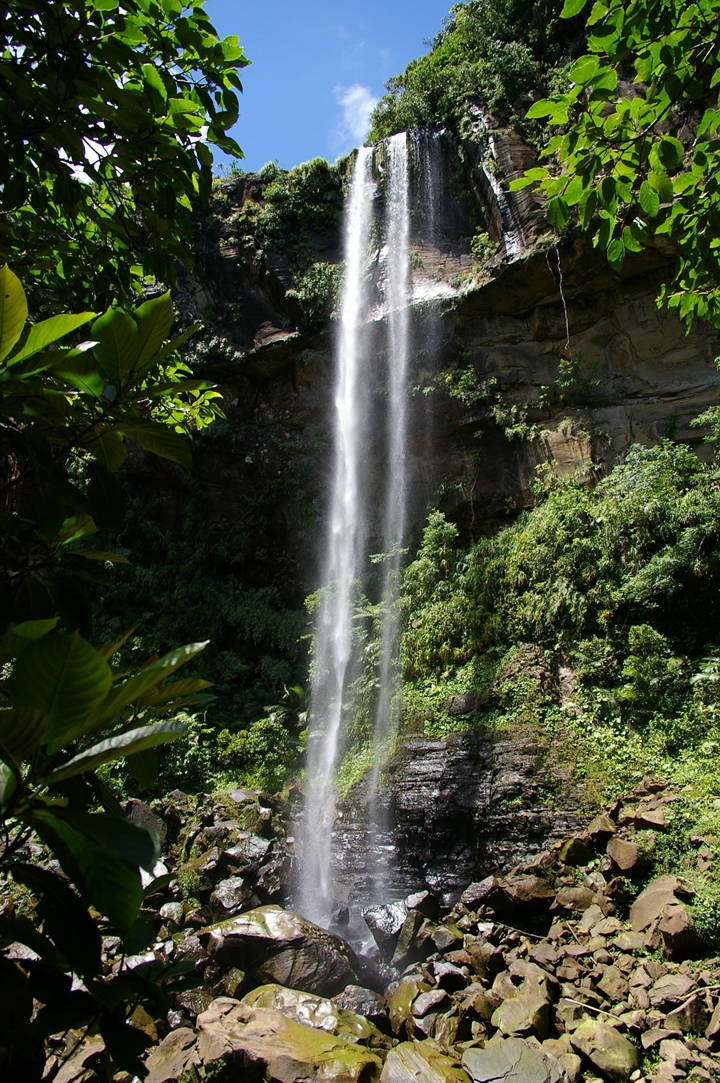
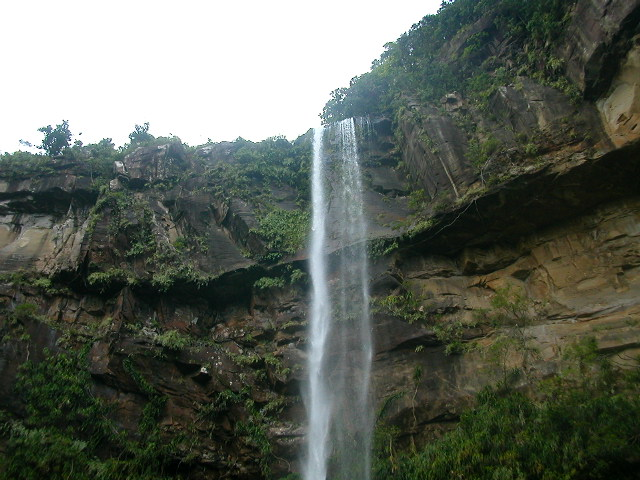